# Lari Lehtonen
Lari Lehtonen (* 21. Juni 1987 in Imatra) ist ein ehemaliger finnischer Skilangläufer.

## Werdegang
Lehtonen trat erstmals bei den European Youth Olympic Festival 2005 in Erscheinung. Dort gewann er Gold über 7,5 km klassisch und Silber über 10 km Freistil. Sein erstes Weltcuprennen lief er im März 2008 in Lahti, welches er mit dem 39. Platz über 15 km klassisch beendete. Im Januar 2010 konnte er in Otepää mit dem 18. Platz über 15 km klassisch seine ersten Weltcuppunkte erringen. Den 43. Rang erreichte er im 50-km-Massenstartrennen bei den Olympischen Winterspielen 2010 in Vancouver. Bei den nordischen Skiweltmeisterschaften 2011 in Oslo belegte er den 43. Platz im Skiathlon. Bei der Tour de Ski 2011/12 und der Tour de Ski 2012/13 erreichte er den 44. und den 42. Platz. Seine besten Resultate bei den nordischen Skiweltmeisterschaften 2013 im Val di Fiemme waren der 20. Platz über 15 km Freistil und den fünften Rang mit der Staffel. Die Tour de Ski 2013/14 beendete er auf dem 14. Rang. Seine besten Resultate bei den Olympischen Winterspielen 2014 in Sotschi waren der 23. Rang im 50-km-Massenstartrennen und den sechsten Platz mit der Staffel. Die Saison beendete er auf dem 48. Rang in der Gesamtweltcupwertung und auf dem 35. Platz in der Distanzwertung. Zu Beginn der Saison 2014/15 belegte er den 26. Platz bei der Nordic Opening in Lillehammer und erreichte dabei mit dem achten Platz in der Verfolgung seine beste Platzierung im Weltcupeinzel. Bei den nordischen Skiweltmeisterschaften 2015 in Falun kam er auf den 23. Platz über 15 km Freistil und den 22. Rang im Skiathlon. Im März 2016 errang er den 24. Platz bei der Ski Tour Canada. In der Saison 2016/17 belegte er den 15. Platz bei der Weltcup-Minitour in Lillehammer und den 35. Rang beim Weltcup-Finale in Québec. Seine besten Platzierungen bei den Nordischen Skiweltmeisterschaften 2017 in Lahti waren der neunte Platz im Skiathlon und der fünfte Rang mit der Staffel. In der folgenden Saison errang er den 47. Platz beim Ruka Triple und den 37. Platz beim Weltcupfinale in Falun. Bei den Olympischen Winterspielen 2018 in Pyeongchang lief er auf den 33. Platz im Skiathlon, auf den 31. Rang über 15 km Freistil und auf den vierten Platz mit der Staffel. Im folgenden Jahr errang er bei den Nordischen Skiweltmeisterschaften in Seefeld in Tirol den 35. Platz im 50-km-Massenstartrennen. In der Saison 2019/20 kam er bei der Tour de Ski 2019/20 auf den 38. Platz und startete in Meråker letztmals im Weltcup, wobei er den 49. Platz im Massenstartrennen über 34 km errang.
2014 und 2015 wurde Lehtonen finnischer Meister über 30 km klassisch. Im März 2017 siegte er bei den finnischen Meisterschaften in Kontiolahti über 10 km Freistil.

## Teilnahmen an Weltmeisterschaften und Olympischen Winterspielen

### Olympische Spiele
- 2010 Vancouver: 33. Platz 30 km Skiathlon, 43. Platz 50 km klassisch Massenstart
- 2014 Sotschi: 6. Platz Staffel, 23. Platz 50 km Freistil Massenstart, 37. Platz 30 km Skiathlon
- 2018 Pyeongchang: 4. Platz Staffel, 31. Platz 15 km Freistil, 33. Platz 30 km Skiathlon

### Nordische Skiweltmeisterschaften
- 2011 Oslo: 43. Platz 30 km Skiathlon
- 2013 Val di Fiemme: 5. Platz Staffel, 20. Platz 15 km Freistil, 22. Platz 50 km klassisch Massenstart, 26. Platz 30 km Skiathlon
- 2015 Falun: 22. Platz 30 km Skiathlon, 23. Platz 15 km Freistil
- 2017 Lahti: 5. Platz Staffel, 9. Platz 30 km Skiathlon, 23. Platz 50 km Freistil Massenstart, 24. Platz 15 km klassisch

## Platzierungen im Weltcup

### Weltcup-Statistik
Die Tabelle zeigt die erreichten Platzierungen im Einzelnen.
- 1.–3. Platz: Anzahl der Podiumsplatzierungen
- Top 10: Anzahl der Platzierungen unter den ersten zehn
- Punkteränge: Anzahl der Platzierungen innerhalb der Punkteränge
- Starts: Anzahl gelaufener Rennen in der jeweiligen Disziplin
- Hinweis: Bei den Distanzrennen erfolgt die Einordnung gemäß FIS.

| Platzierung         | Distanzrennen a | Distanzrennen a | Distanzrennen a | Distanzrennen a | Distanzrennen a | Skiathlon Verfolgung | Sprint | Etappen- rennen b | Gesamt | Team   | Team    |
| Platzierung         | ≤ 5 km          | ≤ 10 km         | ≤ 15 km         | ≤ 30 km         | > 30 km         | Skiathlon Verfolgung | Sprint | Etappen- rennen b | Gesamt | Sprint | Staffel |
| ------------------- | --------------- | --------------- | --------------- | --------------- | --------------- | -------------------- | ------ | ----------------- | ------ | ------ | ------- |
| 1. Platz            |                 |                 |                 |                 |                 |                      |        |                   |        |        |         |
| 2. Platz            |                 |                 |                 |                 |                 |                      |        |                   |        |        |         |
| 3. Platz            |                 |                 |                 |                 |                 |                      |        |                   |        |        |         |
| Top 10              |                 |                 |                 |                 |                 | 2                    |        |                   | 2      |        | 8       |
| Punkteränge         | 2               | 3               | 19              | 1               | 3               | 14                   | 1      | 5                 | 48     |        | 12      |
| Starts              | 5               | 8               | 48              | 7               | 6               | 32                   | 25     | 12                | 143    |        | 12      |
| Stand: Karriereende |                 |                 |                 |                 |                 |                      |        |                   |        |        |         |

### Weltcup-Gesamtplatzierungen
| Saison  | Gesamt | Gesamt | Distanz | Distanz | Sprint | Sprint |
| Saison  | Punkte | Platz  | Punkte  | Platz   | Punkte | Platz  |
| ------- | ------ | ------ | ------- | ------- | ------ | ------ |
| 2009/10 | 15     | 143.   | 15      | 91.     | -      | -      |
| 2010/11 | 13     | 132.   | 13      | 84.     | -      | -      |
| 2011/12 | 65     | 76.    | 45      | 57.     | -      | -      |
| 2012/13 | 38     | 98.    | 38      | 62.     | -      | -      |
| 2013/14 | 180    | 48.    | 101     | 35.     | 7      | 94.    |
| 2014/15 | 44     | 94.    | 34      | 59.     | -      | -      |
| 2015/16 | 102    | 58.    | 74      | 40.     | -      | -      |
| 2016/17 | 114    | 59.    | 82      | 42.     | -      | -      |
| 2017/18 | 29     | 97.    | 29      | 64.     | -      | -      |
| 2018/19 | 1      | 142.   | 1       | 99.     | -      | -      |
| 2019/20 | 38     | 82.    | 12      | 73.     | -      | -      |